# Closer to the Truth
Closer To the Truth —en español: Más Cercano a la Verdad— es el vigésimo quinto álbum de estudio de la cantante estadounidense Cher. Fue lanzado por primera vez el 20 de septiembre de 2013, a través de Warner Bros. Records, y representa su primera producción discográfica inédita en más de una década vendiendo más de 500.000 copias mundialmente hacia septiembre de 2015. Las grabaciones del álbum iniciaron en 2011, luego de la participación de la artista en la cinta Burlesque, y se prolongaron por dos años. Cher colaboró con Mark Taylor, responsable del multipremiado álbum de 1998 Believe, así como con nuevos productores como Paul Oakenfold, Timbaland y MachoPsycho, entre otros. Closer To the Truth incorpora canciones de diversos estilos como el europop, pop, soft rock, dance y electrónica. Igualmente, los cantantes Pink y Jake Shears prestaron sus voces en algunas de ellas.
El primer sencillo, «Woman's World», fue lanzado el 18 de junio de 2013 en Canadá y Estados Unidos, y llegó a la cumbre de la lista Billboard Hot Dance Club Songs. El segundo sencillo, «I Hope You Find It», fue lanzado en Europa el 4 de octubre del mismo año. Cher se embarcará en la gira Dressed to Kill Tour para promover el álbum, la cual inició el 22 de marzo de 2014 en Phoenix, Estados Unidos.
Closer To the Truth debutó en la tercera casilla de la lista estadounidense Billboard 200, logrando el debut más exitoso de su carrera, así como la posición más alta que ha ocupado, superando a sus notables producciones Believe y The Very Best of Cher, las cuales llegaron a la cuarta posición. La primera vez que la artista incursionó en dicha lista fue en 1965, con Look at Us, como parte de Sonny & Cher, el cual llegó hasta el segundo puesto. Así las cosas, con Closer To the Truth Cher se convirtió en la artista con el periodo de tiempo más amplio que ha incursionado en el top 5 del Billboard desde la primera y última vez, con 48 años de diferencia.

## Antecedentes y grabación
Cher lanzó Living Proof en 2001, su último álbum de estudio antes de embarcarse en la gira de despedida The Farewell Tour, la cual finalizó en 2005. Luego de un receso de tres años, abrió un espectáculo en el hotel Caesars Palace de Las Vegas. Fue allí en donde se discutió por primera vez la posibilidad de un nuevo álbum.
En diciembre de 2008, declaró que estaba planeando grabar un disco de canciones de la década de los sesenta, sin embargo en 2010, toda la atención recayó sobre su participación en la cinta Burlesque. Contribuyó con dos canciones inéditas: «Welcome to Burlesque» y «You Haven't Seen the Last of Me». Durante la promoción de la película, confirmó que estaba trabajando en su nuevo álbum en Nashville. Describió dicho proyecto como de género rock sureño o incluso country. Pero luego del éxito de «You Haven't Seen the Last of Me» en la lista Hot Dance Club Songs de Billboard, el enfoque musical del álbum cambió hacia el dance.
Cher colaboró con Diane Warren, Timbaland, Mark Taylor (productor del exitoso álbum Believe) y Kuk Harrell en el área de composición y producción. En 2011, grabó a dúo con Lady Gaga «The Greatest Thing», cuyo lanzamiento como primer sencillo fue previsto para septiembre de 2011 y cuya producción estuvo a cargo de RedOne. Sin embargo, el dueto no fue incluido en el álbum debido a la insatisfacción de Gaga y otras razones no conocidas de RedOne. El 13 de agosto de 2013, el dueto se filtró en la web junto con la canción «Applause».

## Contenido y lanzamiento
Con el lanzamiento del primer sencillo del álbum «Woman's World», Cher develó el título del álbum por primera vez: Closer To the Truth, el cual se desprende de una línea de la canción «I Walk Alone», compuesta por Pink. También compuso «Lie to Me» y prestó su voz en alguna de estas canciones. Igualmente, grabó en colaboración de Jake Shears «Take It Like a Man», e incluyó «Lovers Forever», una composición suya y de Shirley Eikhard, la cual iba a ser incluida originalmente en la banda sonora de la cinta Entrevista con el vampiro de 1994. Eikhard grabó la canción en solitario y la incluyó en su álbum Pop de 2005. También, colaboró con el notable productor de hip-hop Timbaland en «I Don't Have To Sleep To Dream» y regrabó «Sirens» de Nell Bryden, «Dressed to Kill» de Preston y «I Hope You Find It» de Miley Cyrus, canción extraída de la banda sonora de la cinta La última canción (2010).
El álbum fue lanzado en tres versiones: edición estándar internacional, edición de lujo y edición exclusiva para Target. La versión original de «You Haven’t Seen the Last of Me» fue incluida en la edición de lujo. El 1 de agosto de 2013, el álbum fue escuchado en exclusiva en una club privado en Chicago y Nueva York con la asistencia de varios críticos de la industria musical, quienes declararon que una parte era «una pila de himnos de discoteca» y la otra contenía «canciones de tempo medio y números más lentos, donde la letra y las melodías son resaltados».
Closer to the Truth será promocionado de forma extensa por Estados Unidos y Europa luego de su lanzamiento. La gira mundial Dressed to Kill Tour fue confirmada en agosto de 2013 e iniciará en marzo de 2014.

## Sencillos y promoción
En octubre de 2012 se filtró parte de «Woman's World». Debido a la rápida difusión, Cher decidió publicar una versión alterna en 2012 como regalo de Día de Acción de Gracias para sus fanes. El sencillo oficial fue lanzado el 18 de junio de 2013, fue compuesto por Matt Morris, Paul Oakenfold y Anthony Crawford, y llegó a la cima de la lista Hot Dance Club Songs. Cher interpretó la canción en la final de la cuarta temporada del programa The Voice, en el festival Dance on the Pier en el desfile del orgullo gay de Nueva York y en el concierto  Macy's 4th of July Fireworks. El video musical oficial fue estrenado el 20 de agosto del mismo año a través de Daily Mail y fue dirigido por Ray Kay, responsable de otras notables producciones como «Till the World Ends» de Britney Spears o «Poker Face» de Lady Gaga.
El 23 de septiembre, Cher estrenó «I Hope You Find It», segundo sencillo del álbum, durante un concierto en el programa The Today Show. Además, interpretó «Woman's World» y «Believe». Al día siguiente interpretó la canción durante el programa de variedades  Late Show with David Letterman. También, apareció en Live! with Kelly and Michael el 1 de octubre y en el programa alemán Wetten, dass..? el 5 de octubre. El 24 de septiembre, el video lírico oficial fue estrenado. El 13 de octubre, un día antes del lanzamiento del álbum en Reino Unido, apareció en The X Factor.

## Recepción de la crítica
Closer To the Truth fue recibido con comentarios generalmente positivos por parte de la crítica musical. Jerry Shriver, editor de USA Today, comentó que «[el álbum fue de] gran diversión, líricamente sustancial (ya que estas cosas pasan) y emocionalmente de gran alcance, atrayendo más allá que a su base de fans». Jim Farber de New York Daily News escribió que a pesar de que el álbum «no era muy personal, en el fondo, agrada por esta única medida: es profundamente, locamente Cher». Por parte de Newsday, Glenn Gamboa lo calificó como «otro gran regreso». John Hamilton, del sitio web Idolator, resalto que el álbum «resulta ser uno de los discos más interesantes» de la cantante, «una fuerte colección de canciones pop que el mundo debería tomar». Ed Brody, del sitio web So So Gay, declaró: «nada más que un manso retorno a los escenarios por parte de una de las emisarias más duraderas y resistentes del pop», y proclamó la producción «un fantástico y fuerte álbum renacedor». Bill Lamb de About.com lo declaró «un álbum sorprendentemente sólido», añadiendo que «las expectativas no han sido particularmente altas para la nueva colección de la leyenda de 67 años, sin embargo, es un esfuerzo muy sólido».
Por otro lado, Allmusic fue más duro sobre la estructura de las canciones, declarando: «estas [últimas cuatro] canciones no son exitosas debido a la
melosería y al cliché de sus letras, además porque la voz de Cher se oye un poco gastada y deshilachada en los bordes. No es terrible en ningún aspecto, pero la primera mitad del álbum es tan divertida que esta [otra] mitad sufre en comparación. Un álbum compuesto solo por canciones dance demoledoras hubiera sido demasiado y hubiera desgastado su bienvenida». Mark J. LePage, del diario The Montreal Gazette, sintió que «[el álbum] era algo así como milagro, un poco triste y un poco heroico». Sal Cinquemani, editor de Slant Magazine, declaró que «[Closer To the Truth] perpetúa esta agotada (y agotadora) fórmula [musical], que además falla en el intento de reinventar [el álbum] en muchos de sus minutos».

## Lista de canciones
La lista de canciones oficial fue revelada el 22 de agosto de 2013.
| Edición estándar |                      |                                                                     |          |  |
| N.º              | Título               | Escritor(es)                                                        | Duración |  |
| 1.               | «Woman's World»      | Matt Morris Paul Oakenfold Anthony Crawford                         | 3:41     |  |
| 2.               | «Take It Like a Man» | Cher Mary Leary Tim Powell Tebey Ottoh                              | 4:10     |  |
| 3.               | «My Love»            | Greta Svabo Bech Paul Barry Dario Brigham Bowes Lorne Brigham Bowes | 3:31     |  |
| 4.               | «Dressed To Kill»    | Mark Taylor Preston                                                 | 2:51     |  |
| 5.               | «Red»                | Carl Ryden Laura Pergolizzi Marc Nelkin                             | 3:06     |  |
| 6.               | «Lovers Forever»     | Cher Shirley Ekhard                                                 | 4:01     |  |
| 7.               | «I Walk Alone»       | Pink Billy Mann Niklas Olovson Robin Lynch                          | 3:23     |  |
| 8.               | «Sirens»             | Nell Bryden Mark Taylor Patrick Mascall                             | 5:03     |  |
| 9.               | «Favourite Scars»    | Wayne Hector Tom Barnes Peter Kelleher Ben Kohn                     | 4:25     |  |
| 10.              | «I Hope You Find It» | Jeffrey Steele Steven Robson                                        | 3:46     |  |
| 11.              | «Lie To Me»          | Pink Billy Mann                                                     | 3:18     |  |

| Edición de lujo |                                                      |                                                                 |          |  |
| N.º             | Título                                               | Escritor(es)                                                    | Duración |  |
| 12.             | «I Don't Have To Sleep To Dream»                     | Bonnie McKee Timbaland Kelly Sheehan Jerome Harmon Chris Godbey | 4:41     |  |
| 13.             | «Pride»                                              | Carl Ryden Laura Pergolizzi Marc Nelkin                         | 4:17     |  |
| 14.             | «You Haven't Seen the Last of Me» (Versión original) | Diane Warren                                                    | 3:32     |  |

| Edición de lujo internacional y para Target |                                    |                                             |          |  |
| N.º                                         | Título                             | Escritor(es)                                | Duración |  |
| 15.                                         | «Woman's World» (R3hab Remix)      | Matt Morris Paul Oakenfold Anthony Crawford | 4:04     |  |
| 16.                                         | «Woman's World» (Jodie Harh Remix) | Matt Morris Paul Oakenfold Anthony Crawford | 3:33     |  |
| 17.                                         | «Will You Wait For Me»             | Billy Mann Don Cook                         | 5:07     |  |

## Posicionamiento en listas

### Semanales
| Alemania          | Media Control Charts                 | 6  |
| Australia         | ARIA Albums Chart                    | 17 |
| Australia         | ARIA Digital Albums Chart            | 13 |
| Austria           | Hit Parade                           | 11 |
| Bélgica (Flandes) | Ultratop 50 Albums                   | 65 |
| Bélgica (Valonia) | Ultratop 40 Albums                   | 59 |
| Brasil            | ABPD                                 | 21 |
| Canadá            | Canadian Albums Chart                | 4  |
| Corea del Sur     | Gaon Charts                          | 40 |
| Croacia           | HDU                                  | 18 |
| Dinamarca         | Tracklisten                          | 26 |
| Escocia           | The Official Charts Company          | 5  |
| España            | PROMUSICAE                           | 32 |
| Estados Unidos    | Billboard 200                        | 3  |
| Estados Unidos    | Billboard Digital Albums             | 3  |
| Estados Unidos    | Billboard Internet Albums            | 1  |
| Finlandia         | Musiikkituottajat                    | 41 |
| Francia           | Syndicat de l'Édition Phonographique | 77 |
| Francia           | SNEP — Albums Physiques              | 89 |
| Francia           | SNEP — Albums Téléchargés            | 42 |
| Hungría           | Mahasz                               | 20 |
| Irlanda           | IRMA                                 | 22 |
| Italia            | FIMI                                 | 19 |
| México            | Amprofon                             | 52 |
| Países Bajos      | MegaCharts                           | 41 |
| Reino Unido       | The Official Charts Company          | 4  |
| República Checa   | IFPI                                 | 25 |
| Rusia             | iTunes - Rusia                       | 9  |
| Suecia            | Sverigetopplistan                    | 45 |
| Suiza             | Schweizer Hitparade                  | 11 |

## Certificaciones
| País           | Organismo certificador | Certificación | Simbolización | Ventas certificadas |
| -------------- | ---------------------- | ------------- | ------------- | ------------------- |
| Canadá         | Music Canada           | Oro           | ●             | 40 000              |
| Estados Unidos | Billboard              |               |               | 285 000             |

## Historial de lanzamientos
| País           | Fecha                    | Formato               | Discográfica         |
| -------------- | ------------------------ | --------------------- | -------------------- |
| Australia      | 20 de septiembre de 2013 | CD y Descarga digital | Warner Bros. Records |
| Bélgica        | 20 de septiembre de 2013 | CD y Descarga digital | Warner Bros. Records |
| Brasil         | 20 de septiembre de 2013 | CD y Descarga digital | Warner Bros. Records |
| Colombia       | 20 de septiembre de 2013 | CD y Descarga digital | Warner Bros. Records |
| México         | 20 de septiembre de 2013 | CD y Descarga digital | Warner Bros. Records |
| Países Bajos   | 20 de septiembre de 2013 | CD y Descarga digital | Warner Bros. Records |
| Canadá         | 24 de septiembre de 2013 | CD y Descarga digital | Warner Bros. Records |
| Japón          | 24 de septiembre de 2013 | CD y Descarga digital | Warner Bros. Records |
| Estados Unidos | 24 de septiembre de 2013 | CD y Descarga digital | Warner Bros. Records |
| Francia        | 30 de septiembre de 2013 | CD y Descarga digital | Warner Bros. Records |
| Rusia          | 30 de septiembre de 2013 | CD y Descarga digital | Warner Bros. Records |
| Suecia         | 30 de septiembre de 2013 | CD y Descarga digital | Warner Bros. Records |
| Italia         | 1 de octubre de 2013     | CD y Descarga digital | Warner Bros. Records |
| España         | 1 de octubre de 2013     | CD y Descarga digital | Warner Bros. Records |
| Alemania       | 4 de octubre de 2013     | CD y Descarga digital | Warner Bros. Records |
| Irlanda        | 11 de octubre de 2013    | CD y Descarga digital | Warner Bros. Records |
| Reino Unido    | 14 de octubre de 2013    | CD y Descarga digital | Warner Bros. Records |

## Créditos y personal
Créditos de Closer to the Truth adaptados por Allmusic.
| - Josie Aiello – vocales de fondo - Tom Barnes – composición, percusión - Paul Barry – composición - Dario Brigham-Bowes – composición - Lorne Ashley Brigham-Bowes – composición, teclados, programación - Gina Brooke – maquillaje - Nell Bryden – composición - Sandy Buglass – guitarra - Rita Campbell – vocales de fondo - Jon Castelli – ingeniería de mezclas - Jon Chen – A&R - Cher – composición, producción ejecutiva, artista principal - Bianca Claxton – vocales de fondo - Ryan Corey – dirección de arte, diseño - Anthony «TC» Crawford – producción adicional, composición - Josh Crosby – producción - Dario Darnell – teclados, programación - Roger Davies – dirección - Justin Derrico – guitarra (acústica) - Shirley Eikhard – composición - Jeff Fenster – A&R, producción adicional - Serban Ghenea – mezclas - Josh Gudwin – ingeniería, ingeniería vocal - John Hanes – ingeniería - Kuk Harrell – ingeniería, ingeniería vocal, producción vocal, vocales de fondo - Wayne Hector – composición - Jeri Heiden – dirección de arte, diseño - JP Jones – composición - Pete Kelleher – teclados, vocales de fondo - Peter Kelleher – composición - Ben Kohn – composición, guitarra - Miguel Lara – asistencia - Mary Leay – composición - Lee Levin – percusión - Robin Lynch – composición, guitarra (eléctrica) - MachoPsycho – ingeniería, programación de teclados, producción - Marjan Malakpour – estilista - Billy Mann – arreglos, composición, ingeniería, guitarra (acústica), guitarra (eléctrica), programación de teclados, producción, vocales de fondo - Stephen Marcussen – masterización | - Patrick Mascall – composición, guitarra - Tony Maserati – mezclas - Machado Cicala Morassut – fotografía - Matt Morris – composición, vocales de fondo - Ryan Nasci – asistencia de ingeniería - Marc Nelkin – composición - Chris «Tek» O'Ryan – ingeniería - Paul Oakenfold – composición, producción - Niklas «Nikey» Olovson – percusión, composición - Jeanette Olsson – vocales de fondo - Tebey Ottoh – composición - Deb Paull – asistencia personal - Laura Pergolizzi – composición - Adam Phillips – guitarra - Pink – composición - Tim Powell – composición, teclados, producción, programación - Sam Preston – composición, instrumentación - Steve Price – ingeniería - Serena Radaelli – peluquería - Steve Robson – composición - Liz Rosenberg – publicidad - Jennifer Ruiz – asistencia personal - Carl Ryden – composición - Lindsay Scott – producción ejecutiva, dirección - Jake Shears – vocales - Robin Smith – arreglos de cuerda - Ash Soan – percusión - Jeffrey Steele – composición - Greta Svabo-Bech – composición - Ren Swan – ingeniería, mezclas - Mark Taylor – composición, instrumentación, teclados, producción, programación, producción vocal - TMS – producción - J.D. Walker – producción adicional, composición - Pete Wallace – arreglos, bajo, ingeniería, programación de teclados, teclados - Dan Warner – guitarra (eléctrica) - Eric Weaver – ingeniería - Allen Wolfe – A&R - Jonathan Yudkin – composición, arreglos de cuerda, instrumentos de cuerda |